# Nomada xanthura
Nomada xanthura är en biart som beskrevs av Cockerell 1908. Nomada xanthura ingår i släktet gökbin, och familjen långtungebin. Inga underarter finns listade i Catalogue of Life.